# Bülent Başer
Bülent Başer (* 1971 in Bolu) ist ein türkischer Boxer. Der ehemalige Amateurboxer der türkischen Nationalmannschaft arbeitet heute als Boxtrainer.

## Trainerkarriere
Bülent Başers professionelle Trainerkarriere begann mit der Boxkarriere von Sinan Şamil Sam. Er arbeitete zu dem Zeitpunkt auch unter anderem mit Fritz Sdunek zusammen. Heute arbeitet er für den in Hamburg ansässigen Boxstall EC Boxpromotion.

## Schützlinge
Ehemalige:
- Selçuk Aydın
- Mahir Oral
- Juan Carlos Gomez
- Herbie Hide
- Odlanier Solis
- Mustafa Karagöllü
- Sinan Şamil Sam